# Melicio de Licópolis
Melicio o Melicio de Licópolis (siglo III-327) fue obispo de Licópolis en Egipto y organizó un cisma de corta duración.
Se le conoce principalmente por ser el fundador del melicianismo (c. 305), una de las diversas sectas cismáticas en la historia de la Iglesia primitiva que estaba preocupada por la facilidad con la que los cristianos no practicantes volvían a entrar en la Iglesia.

## Biografía
Los detalles de su vida no están claros ya que hay relatos contradictorios sobre la misma. Según una versión, fue encarcelado por su cristianismo durante la persecución de Diocleciano, alrededor de 305, junto con Pedro de Alejandría. Otra fuente sitúa a Pedro huyendo de la escena y una tercera tiene al propio Melicio que evita la prisión. 
Aparentemente, ya durante la misma persecución, Melicio comenzó a negarse a aceptar en comunión a aquellos cristianos que hubiesen renunciado a su fe durante la persecución y luego se arrepintieron de esa elección. La postura rigurosa de Melicio sobre este punto contrastaba con la voluntad anterior de los obispos de aceptar de nuevo en comunión a aquellos que parecían haberse arrepentido verdaderamente (un patrón que se abordó durante controversias similares anteriores, incluidos aquellos que habían caído durante la persecución de Decio alrededor de 50 años antes).
Como obispo de Alejandría, Pedro habría sido reconocido como líder de la iglesia egipcia y, por tanto, superior a Melicio en la jerarquía eclesiástica. El historiador Philip Schaff señala que antes de la muerte de Pedro en 311, se pronunció en contra de las acciones de Melicio y 'lo depuso como perturbador de la paz de la iglesia'.
Los partidarios que Melicio atrajo a su alrededor incluían a otros veintiocho obispos, algunos ordenados personalmente por él, sumando a las objeciones en su contra cuando ordenaba a personas en regiones donde carecía de autoridad. Su grupo se hizo llamar Iglesia de los Mártires, objetando la reaceptación por parte de otros obispos de personas que optaron por evitar el riesgo del martirio. La influencia de Melicio se extendió hasta Palestina.
Se cree que Melicio ordenó sacerdote a Arrio, conocido por la controversia arriana. Las opiniones académicas están divididas sobre si este fue el caso.
El Primer concilio de Nicea en 325 intentó establecer la paz con los melitianos, además de resolver las doctrinas heréticas de Arrio y el cisma de Donato. A Melicio se le permitió seguir siendo obispo de Licópolis, pero ya no podría ordenar obispos fuera de su región. Los obispos que ya había ordenado fueron aceptados bajo ciertas restricciones y tuvieron que ser reordenados. Al morir Melicio en 327, fue sucedido por Juan Arjaf, elegido a dedo. El esfuerzo por alcanzar la unidad resultó infructuoso. Sus seguidores se pusieron del lado de los arrianos en su controversia y existieron como secta separada hasta el siglo V.